# 伊久比売神社
伊久比売神社（いくひめじんじゃ）は、和歌山県和歌山市市小路（いちしょうじ）に鎮座する神社。『延喜式神名帳』紀伊国名草郡の「伊久比売神社」に比定される式内社論社で、現在は和歌山市楠見、野崎2地区と貴志地区の次郎丸（じろまる）、延時の産土神として信仰されている。旧村社。

## 祭神
- 伊久比売命

『紀伊続風土記』は鎮座地が「市小路」であること、氏子からは「市姫大明神」と呼ばれていることから、近世以前にこの地に市場が開かれ、その鎮守として「市姫」が祀られたのではないかと推測している。現在の祭神は伊久比売命とされているが異説もある。

## 由緒
創祀の由来は不明であるが、天平宝字8年（764年）に異賊が来襲した際に藤原貞国という者を将軍に任じてこれを追討、凱旋した貞国が神告を受けて奉幣をしたとの伝えがあり、それに従えば奈良時代以前には創祀されていたことになる。
社伝によれば、『延喜式神名帳』の「伊久比売神社」、『紀伊国神名帳』名草郡地祇30社中の「従四位上 伊久比売神」であるとされるが、『紀伊続風土記』は、当神社の鎮座地は紀ノ川下流域にあたるためにしばしば洪水に襲われ、また後世の兵乱に遭ったりしたためにその来由は不明であるとし、古く「市姫大明神」と称されていたことと鎮座地の字名である「市小路」から、江戸時代以前に鎮座地一帯に市場が開かれ、当神社はその守護神として勧請されたものであり、それも海岸線の退行により当地に村落が形成されるようになってから後のことであろうと考証している。徳川頼宣の紀伊入封後、その旧跡を尋ねた結果当神社が考定されて社名を改め、その後享保11年（1726年）に境内四至を定めるなどして古社としての姿を現すに至り、楠見荘の4村（次郎丸村、市小路村、中ノ村、船所村）の産土神とされた。
明治6年（1873年）4月に村社に列し、同41年から45年2月にかけて近隣の神社を合祀したり境内に移祠している。

### 式内「伊久比売神社」
式内「伊久比売神社」の存在は近世以前には既に不明となっており、上述したように頼宣の紀伊入封後に当神社が比定されるようになったのではあるが、『紀伊続風土記』はこの地が『延喜式』以前においては海中に位置しており、従って式内社の鎮座すべき地ではなく、また「社地の形状も大社たる姿なし」と当神社に比定する事には懐疑的で、当神社が式内社であるにせよ、かつては当地の東北方に鎮座していたものを遷したものではないかとする。これに対し、自然地理学的に紀ノ川の流路変更は認められるものの、平安時代に当神社の位置が海中や河道内ではなかったことが判明しているので、楠見地区一円の産土神的な神社が古くから現在地にあった可能性があり、古代には当地一帯が入海の沿岸部に相当するとともに、付近に紀伊湊が置かれ、以後中世にかけてそこに隣接する市場が置かれたことから市の守護神としての「市姫」を祀る神社が創祀された可能性がある。もっともその場合でも、その神社が式内社であったとは限らず、式内社に比定されたのも江戸時代以降であるため、検討の余地は大いに残されている。

## 祭祀
近世には次郎丸、市小路、中ノ、船所の4箇村による宮座が構成されて代々神社の祭祀等に参与する権利を有したとされるが、現在ではその詳細は不明である。また藩により式内社と認定された直後、享保13年6月には藩から宮座中の市小路村田中藤兵衛が「筋目之者」として神主に任命されている。
現在の例祭日は10月13日。

## 社殿
本殿は一間社流造、屋根銅板葺で千木・鰹木を置く。拝殿は瓦葺の割拝殿。

## 末社
里神神社、八幡社・八王子社（1宇相殿）、住吉神社、金比羅宮、楠本白龍大神、妙見社、八幡社、八幡神社、九頭神社、春日神社があり、また「氏社両大明神／天照皇大神宮、金毘羅大権現」と彫られた小石塔がある。殆どが上述の明治末年に遷祠されたものである。